# Schneider (Philips) MC-810
Schneider (Philips) MC-810 (MC-810) је кућни рачунар фирме Schneider (Philips) који је почео да се производи у Њемачкој током 1984. године.
Користио је Z80A микропроцесорску јединицу а RAM меморија рачунара је имала капацитет од 32 kb. 

## Детаљни подаци
Детаљнији подаци о рачунару MC-810 су дати у табели испод.
|                       |                                                            |
| [ 1 ]                 |                                                            |
| Произвођач            |                                                            |
| Тип                   | кућни рачунар                                              |
| Меморија              | 32                                                         |
| Поријекло             | Њемачка                                                    |
| Година                | 1984                                                       |
| Тастатура             | QWERTY / AZERTY, калкулаторски тип тастатуре                     |
| Процесор              |                                                            |
| Фреквенција процесора | 3,6                                                        |
| RAM                   | 32                                                         |
| ROM                   | 32                                                         |
| Текст                 | мод 0 : 40 x 24                                            |
| Графика               | мод 2 : 256 x 192 са 16 боја (Hires мод)                   |
| Боја                  | 16                                                         |
| Звук                  | General Instruments AY-3-8910 Programmable Sound Generator |
| Димензије             | непознато                                                  |
| Портови               |                                                            |
| Оперативни систем     |                                                            |